# Júlio César Soares Espíndola
Júlio César Soares Espíndola, noto più semplicemente come Júlio César (Duque de Caxias, 3 settembre 1979), è un ex calciatore brasiliano, di ruolo portiere.
Considerato uno dei migliori portieri della propria generazione, nonché uno dei migliori portieri brasiliani di sempre, ha iniziato la carriera nel Flamengo, vincendo nove titoli statali e una Coppa Mercosur. Nel 2005 si è legato all'Inter, con cui ha militato fino al 2012 e vinto quattordici trofei: cinque Scudetti, tre Coppe Italia, quattro Supercoppe italiane, una UEFA Champions League e una Coppa del mondo per club FIFA. Dopo esperienze con il QPR e il Toronto FC, si è trasferito al Benfica, vincendo tre campionati portoghesi, una Coppa del Portogallo, due Coppe di Lega e una Supercoppa nazionale. Si è ritirato nel 2018 dopo un breve ritorno al Flamengo.
Con la nazionale brasiliana, per la quale vanta 87 presenze, ha disputato tre mondiali e vinto tre trofei: una Copa América nel 2004 e due FIFA Confederations Cup, nel 2009 e nel 2013.
A livello individuale è stato più volte inserito dall'IFFHS nelle classifiche dei più forti numeri 1 in attività, posizionandosi terzo nel 2009 e secondo nel 2010. La UEFA lo ha premiato con il titolo di miglior portiere dell'edizione 2009-2010 della Champions League. Inoltre nel 2009 e nel 2010 ha vinto l'Oscar del calcio AIC come miglior giocatore nel suo ruolo.

## Biografia
È sposato dal 2002 con l'attrice e modella Susana Werner; la coppia ha due figli, Cauet (2002) e Giulia (2005).

## Caratteristiche tecniche
In attività era un portiere agile e reattivo, essenziale negli interventi, sicuro nelle uscite e dotato di un buon senso della posizione. Abilissimo nel parare i rigori, possedeva anche una buona tecnica individuale e un ottimo rinvio.

## Carriera

### Giocatore

#### Club

##### Flamengo
Júlio César inizia la sua carriera professionistica con il Flamengo nel 1997, come vice del veterano Clemer. Dal 2000 diventa il portiere titolare del club, vincendo il campionato carioca per quattro volte. Le prestazioni di alto livello fornite con il club culminano con la chiamata della nazionale brasiliana in vista della Copa América 2004, che vince da protagonista, attirando le attenzioni dei club europei.

##### Chievo e Inter

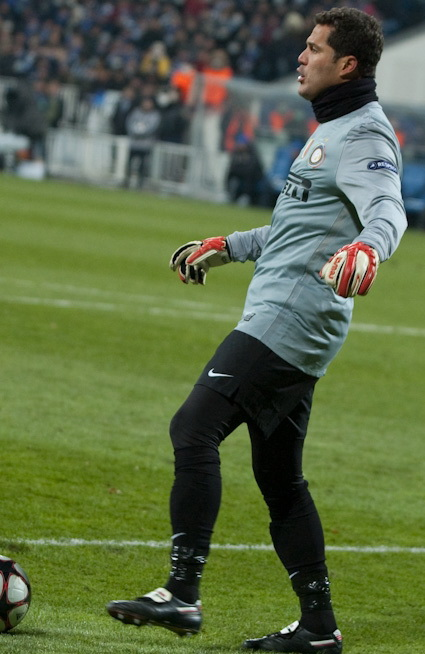
Júlio César in riscaldamento prepartita con l'Inter nel 2009

Nel gennaio 2005 si accorda con l'Inter che, avendo raggiunto il tetto massimo di extracomunitari tesserabili, lo fa tesserare dal Chievo tramite la comproprietà. Chiuso da Luca Marchegiani e Sergio Marcon, non colleziona alcuna presenza con i clivensi.
Nell'estate seguente si trasferisce definitivamente a Milano. Vince subito la Supercoppa italiana, pur rimanendo in panchina. Partendo come riserva di Francesco Toldo, esordisce in Serie A il 28 agosto 2005, nella partita vinta per 3-0 sul Treviso. La prima stagione a Milano, che lo vede anche debuttare nelle coppe europee, termina con il successo in Coppa Italia, cui si aggiunge, dopo i fatti di Calciopoli, anche lo scudetto. Sotto la guida tecnica di Roberto Mancini offre buone prestazioni, dimostrandosi efficace nel parare i rigori e togliendo il posto da titolare a Toldo. Contribuisce in maniera fondamentale ai grandi successi nerazzurri degli anni seguenti, che vedono la vittoria di quattro campionati consecutivi (dal 2007 al 2010) e della Champions League nella stagione 2009-2010, nella quale la squadra milanese, guidata dall'allenatore portoghese José Mourinho, diventa la prima e finora unica società italiana a conseguire il Triplete, vincendo il campionato nazionale, la Coppa Italia ed il massimo torneo continentale: in particolare la grande prestazione offerta nella semifinale di ritorno di Champions League contro il Barcellona si rivela fondamentale per il passaggio del turno e l'accesso alla finale, vinta poi contro il Bayern Monaco per 2-0. Nel 2010 vince anche la Coppa del mondo per club.
Con 300 presenze al suo attivo, lascia l'Inter al termine della stagione 2011-2012, sostituito dallo sloveno Samir Handanovič quale nuovo numero uno nerazzurro. Nel campionato italiano ha un bilancio di 10 rigori parati su 26 affrontati.

##### QPR e Toronto
Dopo la risoluzione con l'Inter, si trasferisce agli inglesi del Queens Park Rangers. Esordisce in Premier League il 15 settembre 2012 nel match contro il Chelsea (0-0). Al termine della stagione il club retrocede. Nella stagione successiva, l'allenatore Harry Redknapp promuove Robert Green nel ruolo di primo portiere, relegando il brasiliano in tribuna.
Il 14 febbraio 2014 passa in prestito al Toronto FC.

##### Benfica e ritorno al Flamengo
Il 19 agosto 2014 viene acquistato dal Benfica. Grazie anche alle sue parate, la squadra di Lisbona si aggiudica con una giornata di anticipo lo scudetto. Conquista il titolo nazionale anche nei due anni successivi.
Svincolatosi dal club portoghese, nel gennaio 2018 fa ritorno al Flamengo firmando un contratto trimestrale, alla cui scadenza si ritira dal calcio giocato.

#### Nazionale

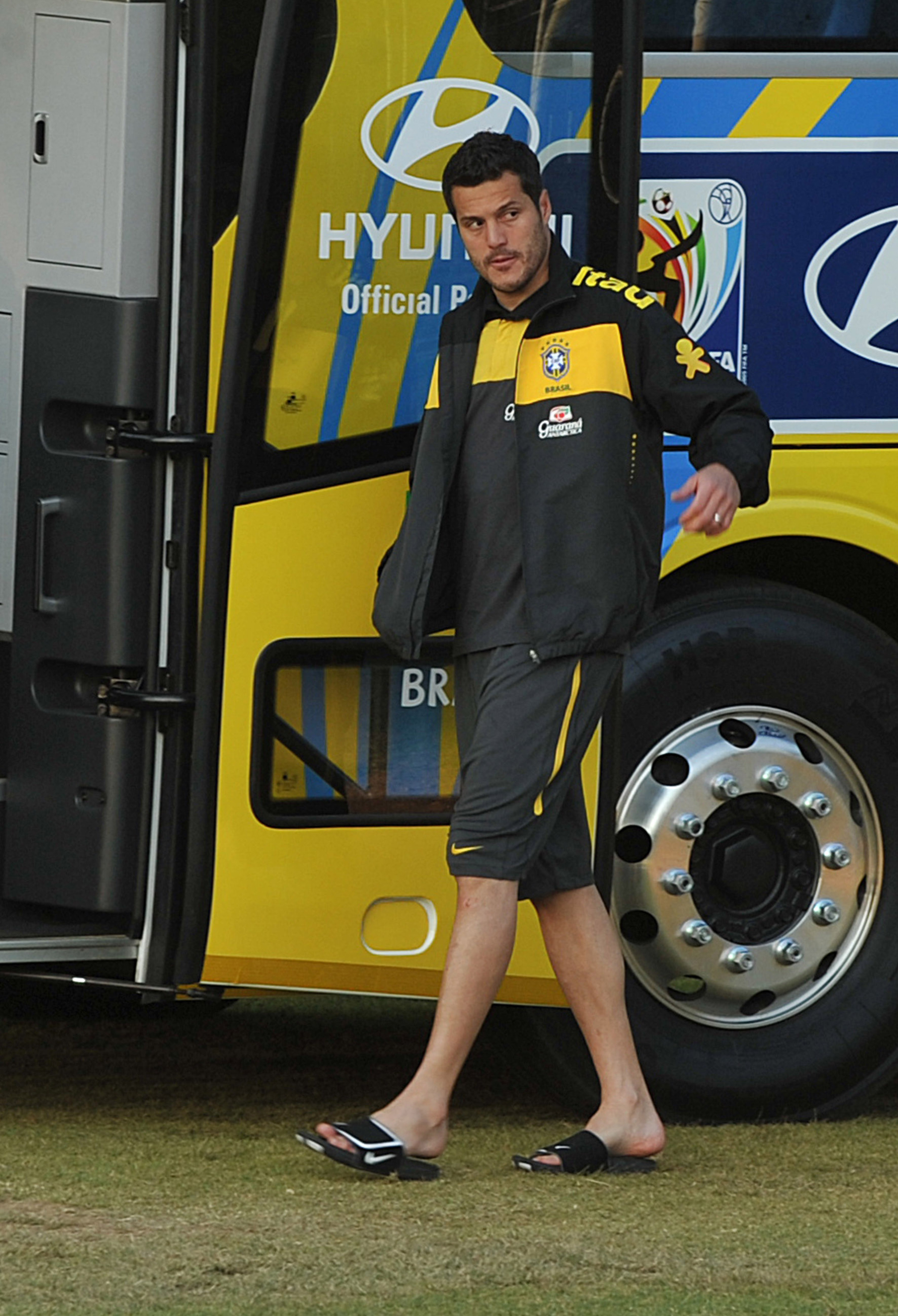
Júlio César con il Brasile al.

Júlio César entra a far parte in pianta stabile della nazionale brasiliana a partire dal 2003, anno nel quale fa parte dei convocati per la Confederations Cup. I verdeoro non vanno però oltre il girone eliminatorio.
Nel 2004, complice l'assenza di Dida, viene scelto dal commissario tecnico Carlos Alberto Parreira come titolare in Copa América. Gioca tutte le partite del torneo, rivelandosi fondamentale per la vittoria del trofeo: nella finale contro l'Argentina, dopo il 2-2 maturato al termine dei tempi regolamentari, neutralizza un tiro dal dischetto nella serie di rigori decisiva per l'assegnazione del trofeo. Viene convocato anche per il campionato del mondo 2006 disputatosi in Germania. Il Brasile si ferma ai quarti, eliminato dalla Francia.
Con l'avvento di Dunga come commissario tecnico della nazionale brasiliana, diventa il portiere titolare dei verdeoro. Il 15 ottobre 2008, al termine della partita Brasile-Colombia (0-0), stabilisce il record di imbattibilità per un portiere della nazionale brasiliana (492 minuti senza subire gol). Nel 2009 gioca tutte le partite della vittoriosa Confederations Cup. La finale con gli Stati Uniti regala a Júlio César il secondo successo con la sua nazionale. Viene convocato un anno dopo anche per il campionato del mondo 2010, disputatosi in Sudafrica. Il Brasile si ferma nuovamente ai quarti di finale, al cospetto dei Paesi Bassi.

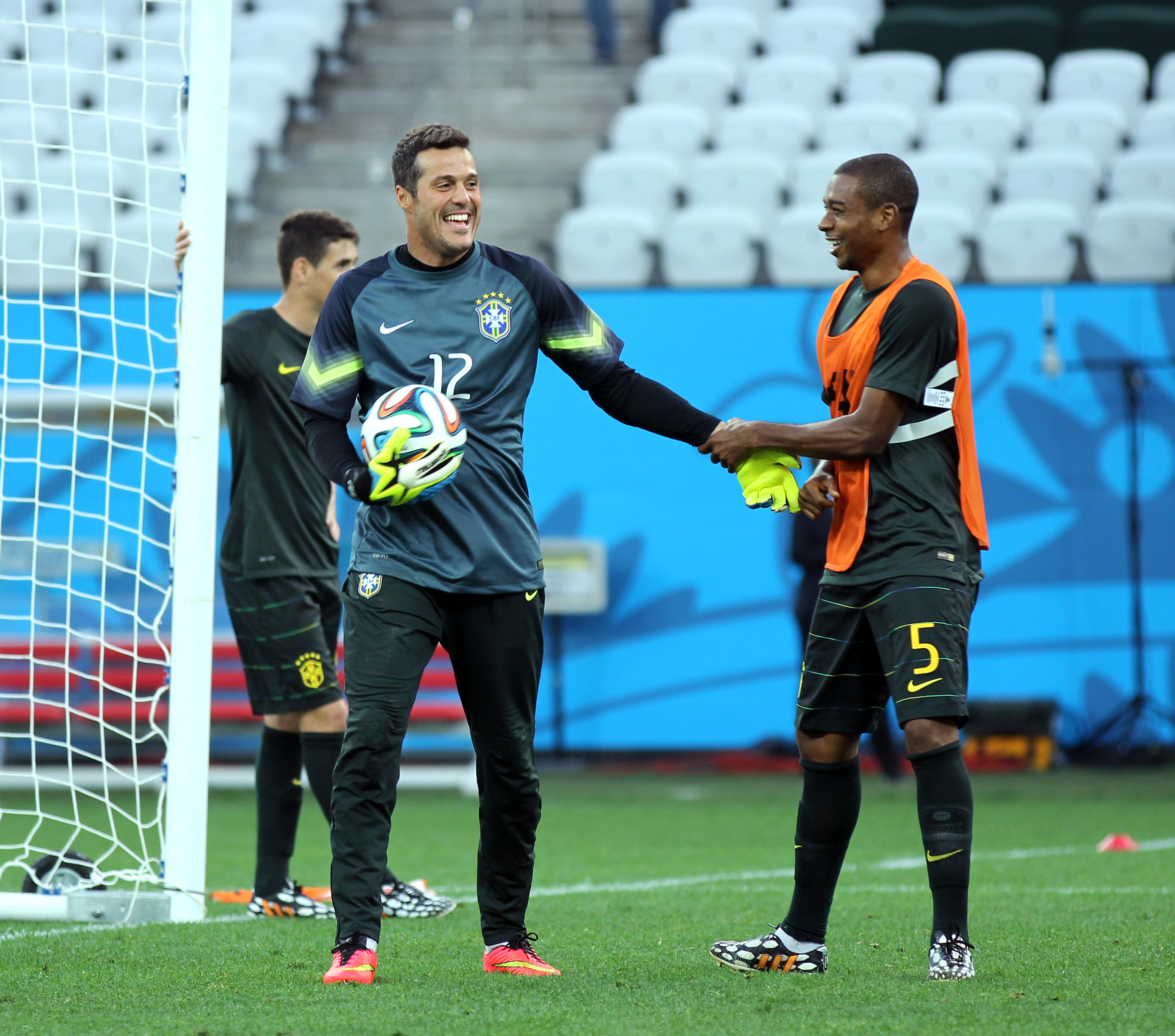
Júlio César in allenamento con la nazionale brasiliana nel

Nel 2011 viene chiamato dal commissario tecnico Mano Menezes per disputare la Copa América. Anche questa esperienza si rivela poco fortunata: il Brasile riesce a qualificarsi ai quarti di finale della competizione ma viene eliminato ai rigori dal Paraguay. Colleziona una sola presenza nel 2012, uscendo poi dal giro delle convocazioni, ma torna in pianta stabile nel gruppo col nuovo tecnico Luiz Felipe Scolari.
Nel 2013 il Brasile vince la Confederations Cup anche grazie anche ai suoi interventi. In finale i verdeoro battono la Spagna per 3-0. Nel campionato del mondo 2014, disputato in casa, Júlio César viene schierato ancora una volta come titolare. È decisivo nella sfida degli ottavi di finale contro il Cile vinta ai calci di rigore, neutralizzando due dei tiri dal dischetto degli avversari e permettendo così ai verdeoro di accedere ai quarti di finale. Il torneo si chiude però male per il Brasile, che viene eliminato in semifinale dalla Germania con un pesante 7-1 e perde anche la finale per il terzo posto contro i Paesi Bassi.
Alla fine della rassegna iridata, Júlio César dà l'addio alla nazionale brasiliana, chiudendo con 87 presenze.

### Dopo il ritiro
Dopo il ritiro entra a far parte del progetto "Wine of the Champions" di Fabio Cordella per la produzione di vino con il suo nome.
Nell'estate del 2019 è ambasciatore dell'Inter in occasione della tournée asiatica, per poi diventare procuratore e brand ambassador del suo vecchio club.
Dal settembre del 2021 fa parte della squadra di opinionisti di Amazon Prime Video, commentando le gare di Champions League da bordocampo.

## Statistiche

### Presenze e reti nei club
Statistiche aggiornate a fine carriera.
| Stagione        | Squadra         | Campionato      | Campionato | Campionato | Coppe nazionali | Coppe nazionali | Coppe nazionali | Coppe continentali | Coppe continentali | Coppe continentali | Altre coppe | Altre coppe | Altre coppe | Totale | Totale |
| Stagione        | Squadra         | Comp            | Pres       | Reti       | Comp            | Pres            | Reti            | Comp               | Pres               | Reti               | Comp        | Pres        | Reti        | Pres   | Reti   |
| --------------- | --------------- | --------------- | ---------- | ---------- | --------------- | --------------- | --------------- | ------------------ | ------------------ | ------------------ | ----------- | ----------- | ----------- | ------ | ------ |
| 1997            | Flamengo        | A/RJ+A          | 1+0        | −2 + 0     | CB              | 1               | 0               | -                  | -                  | -                  | -           | -           | -           | 2      | −2     |
| 1998            | Flamengo        | A/RJ+A          | 1+1        | 0 + −1     | CB              | 0               | 0               | -                  | -                  | -                  | -           | -           | -           | 2      | −1     |
| 1999            | Flamengo        | A/RJ+A          | 0          | 0          | CB              | 0               | 0               | -                  | -                  | -                  | -           | -           | -           | 0      | 0      |
| 2000            | Flamengo        | A/RJ+CJH        | 1+16       | 0 + −23    | CB              | 1               | 0               | CM                 | 8                  | −9                 | -           | -           | -           | 26     | −32    |
| 2001            | Flamengo        | A/RJ+A          | 18+26      | −14 + −34  | CB              | 6               | −8              | CM                 | 10                 | −9                 | CC+RSP      | 6+3         | −8 + −7     | 69     | −80    |
| 2002            | Flamengo        | A/RJ+A          | 12+16      | −24 + −23  | CB              | -               | -               | CL                 | 5                  | −8                 | CC+RSP      | 5+17        | −8 + −40    | 55     | −103   |
| 2003            | Flamengo        | A/RJ+A          | 11+37      | −20 + −61  | CB              | 9               | −7              | CS                 | 1                  | −3                 | -           | -           | -           | 58     | −91    |
| 2004            | Flamengo        | A/RJ+A          | 13+33      | −17 + −42  | CB              | 11              | −11             | CS                 | 2                  | −2                 | -           | -           | -           | 59     | −72    |
| gen.-giu. 2005  | Chievo          | A               | 0          | 0          | CI              | -               | -               | -                  | -                  | -                  | -           | -           | -           | 0      | 0      |
| 2005-2006       | Inter           | A               | 29         | -23        | CI              | 4               | -4              | UCL                | 7                  | -4                 | SI          | 0           | -           | 40     | -31    |
| 2006-2007       | Inter           | A               | 32         | -30        | CI              | 0               | 0               | UCL                | 6                  | -5                 | SI          | 0           | -           | 38     | -35    |
| 2007-2008       | Inter           | A               | 35         | -24        | CI              | 0               | 0               | UCL                | 8                  | -7                 | SI          | 1           | -1          | 44     | -32    |
| 2008-2009       | Inter           | A               | 36         | -28        | CI              | 1               | -               | UCL                | 7                  | -8                 | SI          | 1           | -2          | 45     | -38    |
| 2009-2010       | Inter           | A               | 38         | -34        | CI              | 2               | -               | UCL                | 13                 | -9                 | SI          | 1           | -2          | 54     | -45    |
| 2010-2011       | Inter           | A               | 25         | -21        | CI              | 3               | -2              | UCL                | 7                  | -15                | SI+SU+Cmc   | 1+1+2       | -1 + -2 + 0 | 39     | -41    |
| 2011-2012       | Inter           | A               | 33         | -43        | CI              | 0               | 0               | UCL                | 6                  | -6                 | SI          | 1           | -2          | 40     | -51    |
| Totale Inter    | Totale Inter    | Totale Inter    | 228        | -203       |                 | 10              | -6              |                    | 54                 | -54                |             | 8           | -10         | 300    | -273   |
| 2012-2013       | QPR             | PL              | 24         | −37        | FACup+CdL       | 1+1             | -1 + -3         | -                  | -                  | -                  | -           | -           | -           | 26     | −41    |
| 2013-feb. 2014  | QPR             | FLC             | 0          | 0          | FACup+CdL       | 1+0             | -4              | -                  | -                  | -                  | -           | -           | -           | 1      | -4     |
| Totale QPR      | Totale QPR      | Totale QPR      | 24         | -37        |                 | 3               | -8              |                    | -                  | −                  |             | -           | −           | 27     | -45    |
| feb.-ago. 2014  | Toronto FC      | MLS             | 7          | -9         | CC              | -               | -               | -                  | -                  | -                  | -           | -           | -           | 7      | -9     |
| 2014-2015       | Benfica         | PL              | 23         | -9         | CP+CdL          | 2+2             | -3 + -1         | UCL                | 3                  | -4                 | -           | -           | -           | 30     | -17    |
| 2015-2016       | Benfica         | PL              | 24         | -17        | CP+CdL          | 2+0             | -3              | UCL                | 7                  | -8                 | SP          | 1           | -1          | 34     | -29    |
| 2016-2017       | Benfica         | PL              | 8          | -6         | CP+CdL          | 4+1             | -6+0            | UCL                | 1                  | -4                 | SP          | 1           | -1          | 15     | -17    |
| 2017-gen. 2018  | Benfica         | PL              | 2          | -1         | CdL             | 1               | -1              | UCL                | 1                  | -5                 | -           | -           | -           | 4      | -7     |
| Totale Benfica  | Totale Benfica  | Totale Benfica  | 57         | -33        |                 | 12              | -14             |                    | 12                 | -21                |             | 2           | -2          | 83     | -70    |
| 2018            | Flamengo        | A/RJ+A          | 1+1        | 0          | CB              | -               | -               | CL                 | -                  | -                  | -           | -           | -           | 2      | 0      |
| Totale Flamengo | Totale Flamengo | Totale Flamengo | 58+130     | −77 + −184 |                 | 28              | −26             |                    | 26                 | -31                |             | 31          | −63         | 273    | -381   |
| Totale carriera | Totale carriera | Totale carriera | 504        | -543       |                 | 53              | -54             |                    | 92                 | -106               |             | 41          | -75         | 690    | −778   |

### Cronologia presenze e reti in nazionale
| Cronologia completa delle presenze e delle reti in nazionale ― Brasile | Cronologia completa delle presenze e delle reti in nazionale ― Brasile | Cronologia completa delle presenze e delle reti in nazionale ― Brasile | Cronologia completa delle presenze e delle reti in nazionale ― Brasile | Cronologia completa delle presenze e delle reti in nazionale ― Brasile | Cronologia completa delle presenze e delle reti in nazionale ― Brasile | Cronologia completa delle presenze e delle reti in nazionale ― Brasile | Cronologia completa delle presenze e delle reti in nazionale ― Brasile |
| Data                                                                   | Città                                                                  | In casa                                                                | Risultato                                                              | Ospiti                                                                 | Competizione                                                           | Reti                                                                   | Note                                                                   |
| ---------------------------------------------------------------------- | ---------------------------------------------------------------------- | ---------------------------------------------------------------------- | ---------------------------------------------------------------------- | ---------------------------------------------------------------------- | ---------------------------------------------------------------------- | ---------------------------------------------------------------------- | ---------------------------------------------------------------------- |
| 8-7-2004                                                               | Arequipa                                                               | Brasile                                                                | 1 – 0                                                                  | Cile                                                                   | Coppa America 2004 - 1º turno                                          | -                                                                      |                                                                        |
| 11-7-2004                                                              | Arequipa                                                               | Brasile                                                                | 4 – 1                                                                  | Costa Rica                                                             | Coppa America 2004 - 1º turno                                          | −1                                                                     |                                                                        |
| 14-7-2004                                                              | Arequipa                                                               | Brasile                                                                | 1 – 2                                                                  | Paraguay                                                               | Coppa America 2004 - 1º turno                                          | −2                                                                     |                                                                        |
| 18-7-2004                                                              | Piura                                                                  | Messico                                                                | 0 – 4                                                                  | Brasile                                                                | Coppa America 2004 - Quarti di finale                                  | -                                                                      |                                                                        |
| 21-7-2004                                                              | Lima                                                                   | Brasile                                                                | 1 – 1 dts (5 – 3 dtr)                                                  | Uruguay                                                                | Coppa America 2004 - Semifinale                                        | −1                                                                     |                                                                        |
| 25-7-2004                                                              | Lima                                                                   | Argentina                                                              | 2 – 2 dts (2 – 4 dtr)                                                  | Brasile                                                                | Coppa America 2004 - Finale                                            | −2                                                                     | [ 40 ]                                                                 |
| 18-8-2004                                                              | Port-au-Prince                                                         | Haiti                                                                  | 0 – 6                                                                  | Brasile                                                                | Amichevole                                                             | -                                                                      |                                                                        |
| 5-9-2004                                                               | San Paolo                                                              | Brasile                                                                | 3 – 1                                                                  | Bolivia                                                                | Qual. Mondiali 2006                                                    | −1                                                                     |                                                                        |
| 8-9-2004                                                               | Berlino                                                                | Germania                                                               | 1 – 1                                                                  | Brasile                                                                | Amichevole                                                             | −1                                                                     |                                                                        |
| 9-2-2005                                                               | Hong Kong                                                              | Hong Kong                                                              | 1 – 7                                                                  | Brasile                                                                | Lunar New Year Cup 2005                                                | −1                                                                     |                                                                        |
| 9-10-2005                                                              | La Paz                                                                 | Bolivia                                                                | 1 – 1                                                                  | Brasile                                                                | Qual. Mondiali 2006                                                    | −1                                                                     |                                                                        |
| 24-3-2007                                                              | Göteborg                                                               | Brasile                                                                | 4 – 0                                                                  | Cile                                                                   | Amichevole                                                             | -                                                                      |                                                                        |
| 27-3-2007                                                              | Stoccolma                                                              | Brasile                                                                | 1 – 0                                                                  | Ghana                                                                  | Amichevole                                                             | -                                                                      |                                                                        |
| 22-8-2007                                                              | Montpellier                                                            | Brasile                                                                | 2 – 0                                                                  | Algeria                                                                | Amichevole                                                             | -                                                                      |                                                                        |
| 12-9-2007                                                              | Foxborough                                                             | Brasile                                                                | 3 – 1                                                                  | Messico                                                                | Amichevole                                                             | −1                                                                     |                                                                        |
| 14-10-2007                                                             | Bogotà                                                                 | Colombia                                                               | 0 – 0                                                                  | Brasile                                                                | Qual. Mondiali 2010                                                    | -                                                                      |                                                                        |
| 17-10-2007                                                             | Rio de Janeiro                                                         | Brasile                                                                | 5 – 0                                                                  | Ecuador                                                                | Qual. Mondiali 2010                                                    | -                                                                      |                                                                        |
| 18-11-2007                                                             | Lima                                                                   | Perù                                                                   | 1 – 1                                                                  | Brasile                                                                | Qual. Mondiali 2010                                                    | −1                                                                     |                                                                        |
| 21-11-2007                                                             | San Paolo                                                              | Brasile                                                                | 2 – 1                                                                  | Uruguay                                                                | Qual. Mondiali 2010                                                    | −1                                                                     |                                                                        |
| 6-2-2008                                                               | Dublino                                                                | Irlanda                                                                | 0 – 1                                                                  | Brasile                                                                | Amichevole                                                             | -                                                                      |                                                                        |
| 26-3-2008                                                              | Londra                                                                 | Svezia                                                                 | 0 – 1                                                                  | Brasile                                                                | Amichevole                                                             | -                                                                      |                                                                        |
| 31-5-2008                                                              | Seattle                                                                | Brasile                                                                | 3 – 2                                                                  | Canada                                                                 | Amichevole                                                             | −2                                                                     |                                                                        |
| 15-6-2008                                                              | Asunción                                                               | Paraguay                                                               | 2 – 0                                                                  | Brasile                                                                | Qual. Mondiali 2010                                                    | −2                                                                     |                                                                        |
| 18-6-2008                                                              | Belo Horizonte                                                         | Brasile                                                                | 0 – 0                                                                  | Argentina                                                              | Qual. Mondiali 2010                                                    | -                                                                      |                                                                        |
| 7-9-2008                                                               | Santiago del Cile                                                      | Cile                                                                   | 0 – 3                                                                  | Brasile                                                                | Qual. Mondiali 2010                                                    | -                                                                      |                                                                        |
| 10-9-2008                                                              | Rio de Janeiro                                                         | Brasile                                                                | 0 – 0                                                                  | Bolivia                                                                | Qual. Mondiali 2010                                                    | -                                                                      |                                                                        |
| 12-10-2008                                                             | San Cristóbal                                                          | Venezuela                                                              | 0 – 4                                                                  | Brasile                                                                | Qual. Mondiali 2010                                                    | -                                                                      |                                                                        |
| 15-10-2008                                                             | Rio de Janeiro                                                         | Brasile                                                                | 0 – 0                                                                  | Colombia                                                               | Qual. Mondiali 2010                                                    | -                                                                      |                                                                        |
| 19-11-2008                                                             | Gama                                                                   | Brasile                                                                | 6 – 2                                                                  | Portogallo                                                             | Amichevole                                                             | −2                                                                     |                                                                        |
| 10-2-2009                                                              | Londra                                                                 | Brasile                                                                | 2 – 0                                                                  | Italia                                                                 | Amichevole                                                             | -                                                                      |                                                                        |
| 29-3-2009                                                              | Quito                                                                  | Ecuador                                                                | 1 – 1                                                                  | Brasile                                                                | Qual. Mondiali 2010                                                    | −1                                                                     |                                                                        |
| 1-4-2009                                                               | Porto Alegre                                                           | Brasile                                                                | 3 – 0                                                                  | Perù                                                                   | Qual. Mondiali 2010                                                    | -                                                                      |                                                                        |
| 6-6-2009                                                               | Montevideo                                                             | Uruguay                                                                | 0 – 4                                                                  | Brasile                                                                | Qual. Mondiali 2010                                                    | -                                                                      |                                                                        |
| 10-6-2009                                                              | Recife                                                                 | Brasile                                                                | 2 – 1                                                                  | Paraguay                                                               | Qual. Mondiali 2010                                                    | −1                                                                     |                                                                        |
| 15-6-2009                                                              | Bloemfontein                                                           | Brasile                                                                | 4 – 3                                                                  | Egitto                                                                 | Conf. Cup 2009 - 1º turno                                              | −3                                                                     |                                                                        |
| 18-6-2009                                                              | Pretoria                                                               | Stati Uniti                                                            | 0 – 3                                                                  | Brasile                                                                | Conf. Cup 2009 - 1º turno                                              | -                                                                      |                                                                        |
| 21-6-2009                                                              | Pretoria                                                               | Italia                                                                 | 0 – 3                                                                  | Brasile                                                                | Conf. Cup 2009 - 1º turno                                              | -                                                                      |                                                                        |
| 25-6-2009                                                              | Johannesburg                                                           | Brasile                                                                | 1 – 0                                                                  | Sudafrica                                                              | Conf. Cup 2009 - Semifinale                                            | -                                                                      |                                                                        |
| 28-6-2009                                                              | Johannesburg                                                           | Stati Uniti                                                            | 2 – 3                                                                  | Brasile                                                                | Conf. Cup 2009 - Finale                                                | −2                                                                     | [ 41 ]                                                                 |
| 12-8-2009                                                              | Tallinn                                                                | Estonia                                                                | 0 – 1                                                                  | Brasile                                                                | Amichevole                                                             | -                                                                      |                                                                        |
| 5-9-2009                                                               | Rosario                                                                | Argentina                                                              | 1 – 3                                                                  | Brasile                                                                | Qual. Mondiali 2010                                                    | −1                                                                     |                                                                        |
| 9-9-2009                                                               | Salvador                                                               | Brasile                                                                | 4 – 2                                                                  | Cile                                                                   | Qual. Mondiali 2010                                                    | −2                                                                     |                                                                        |
| 11-10-2009                                                             | La Paz                                                                 | Bolivia                                                                | 2 – 1                                                                  | Brasile                                                                | Qual. Mondiali 2010                                                    | −2                                                                     |                                                                        |
| 14-10-2009                                                             | Campo Grande                                                           | Brasile                                                                | 0 – 0                                                                  | Venezuela                                                              | Qual. Mondiali 2010                                                    | -                                                                      |                                                                        |
| 14-11-2009                                                             | Doha                                                                   | Brasile                                                                | 1 – 0                                                                  | Inghilterra                                                            | Amichevole                                                             | -                                                                      |                                                                        |
| 17-11-2009                                                             | Mascate                                                                | Oman                                                                   | 0 – 2                                                                  | Brasile                                                                | Amichevole                                                             | -                                                                      |                                                                        |
| 2-3-2010                                                               | Londra                                                                 | Irlanda                                                                | 0 – 2                                                                  | Brasile                                                                | Amichevole                                                             | -                                                                      |                                                                        |
| 2-5-2010                                                               | Harare                                                                 | Zimbabwe                                                               | 0 – 3                                                                  | Brasile                                                                | Amichevole                                                             | -                                                                      |                                                                        |
| 15-6-2010                                                              | Johannesburg                                                           | Brasile                                                                | 2 – 1                                                                  | Corea del Nord                                                         | Mondiali 2010 - 1º turno                                               | −1                                                                     |                                                                        |
| 20-6-2010                                                              | Johannesburg                                                           | Brasile                                                                | 3 – 1                                                                  | Costa d'Avorio                                                         | Mondiali 2010 - 1º turno                                               | −1                                                                     |                                                                        |
| 25-6-2010                                                              | Durban                                                                 | Portogallo                                                             | 0 – 0                                                                  | Brasile                                                                | Mondiali 2010 - 1º turno                                               | -                                                                      |                                                                        |
| 28-6-2010                                                              | Johannesburg                                                           | Brasile                                                                | 3 – 0                                                                  | Cile                                                                   | Mondiali 2010 - Ottavi di finale                                       | -                                                                      |                                                                        |
| 2-7-2010                                                               | Port Elizabeth                                                         | Paesi Bassi                                                            | 2 – 1                                                                  | Brasile                                                                | Mondiali 2010 - Quarti di finale                                       | −2                                                                     |                                                                        |
| 9-2-2011                                                               | Saint-Denis                                                            | Francia                                                                | 1 – 0                                                                  | Brasile                                                                | Amichevole                                                             | −1                                                                     |                                                                        |
| 23-3-2011                                                              | Londra                                                                 | Brasile                                                                | 2 – 0                                                                  | Scozia                                                                 | Amichevole                                                             | -                                                                      |                                                                        |
| 4-6-2011                                                               | Goiânia                                                                | Brasile                                                                | 0 – 0                                                                  | Paesi Bassi                                                            | Amichevole                                                             | -                                                                      |                                                                        |
| 3-7-2011                                                               | La Plata                                                               | Brasile                                                                | 0 – 0                                                                  | Venezuela                                                              | Coppa America 2011 - 1º turno                                          | -                                                                      |                                                                        |
| 9-7-2011                                                               | Córdoba                                                                | Brasile                                                                | 2 – 2                                                                  | Paraguay                                                               | Coppa America 2011 - 1º turno                                          | −2                                                                     |                                                                        |
| 13-7-2011                                                              | Córdoba                                                                | Brasile                                                                | 4 – 2                                                                  | Ecuador                                                                | Coppa America 2011 - 1º turno                                          | −2                                                                     |                                                                        |
| 17-7-2011                                                              | La Plata                                                               | Brasile                                                                | 0 – 0 dts (0 – 2 dtr)                                                  | Paraguay                                                               | Coppa America 2011 - Quarti di finale                                  | -                                                                      |                                                                        |
| 10-8-2011                                                              | Stoccarda                                                              | Germania                                                               | 3 – 2                                                                  | Brasile                                                                | Amichevole                                                             | −3                                                                     |                                                                        |
| 5-9-2011                                                               | Londra                                                                 | Brasile                                                                | 1 – 0                                                                  | Ghana                                                                  | Amichevole                                                             | -                                                                      |                                                                        |
| 7-10-2011                                                              | San José                                                               | Costa Rica                                                             | 0 – 1                                                                  | Brasile                                                                | Amichevole                                                             | -                                                                      |                                                                        |
| 2-8-2012                                                               | San Gallo                                                              | Brasile                                                                | 2 – 1                                                                  | Bosnia ed Erzegovina                                                   | Amichevole                                                             | −1                                                                     |                                                                        |
| 6-2-2013                                                               | Londra                                                                 | Inghilterra                                                            | 2 – 1                                                                  | Brasile                                                                | Amichevole                                                             | -2                                                                     |                                                                        |
| 21-3-2013                                                              | Ginevra                                                                | Brasile                                                                | 2 – 2                                                                  | Italia                                                                 | Amichevole                                                             | -2                                                                     |                                                                        |
| 25-3-2013                                                              | Londra                                                                 | Brasile                                                                | 1 – 1                                                                  | Russia                                                                 | Amichevole                                                             | -1                                                                     |                                                                        |
| 2-6-2013                                                               | Rio de Janeiro                                                         | Brasile                                                                | 2 – 2                                                                  | Inghilterra                                                            | Amichevole                                                             | -2                                                                     |                                                                        |
| 9-6-2013                                                               | Porto Alegre                                                           | Brasile                                                                | 3 – 0                                                                  | Francia                                                                | Amichevole                                                             | -                                                                      |                                                                        |
| 15-6-2013                                                              | Brasilia                                                               | Brasile                                                                | 3 – 0                                                                  | Giappone                                                               | Conf. Cup 2013 - 1º turno                                              | -                                                                      |                                                                        |
| 19-6-2013                                                              | Fortaleza                                                              | Brasile                                                                | 2 – 0                                                                  | Messico                                                                | Conf. Cup 2013 - 1º turno                                              | -                                                                      |                                                                        |
| 22-6-2013                                                              | Salvador de Bahia                                                      | Italia                                                                 | 2 – 4                                                                  | Brasile                                                                | Conf. Cup 2013 - 1º turno                                              | -2                                                                     |                                                                        |
| 26-6-2013                                                              | Belo Horizonte                                                         | Brasile                                                                | 2 – 1                                                                  | Uruguay                                                                | Conf. Cup 2013 - Semifinale                                            | -1                                                                     |                                                                        |
| 30-6-2013                                                              | Rio de Janeiro                                                         | Brasile                                                                | 3 – 0                                                                  | Spagna                                                                 | Conf. Cup 2013 - Finale                                                | -                                                                      |                                                                        |
| 7-9-2013                                                               | Brasilia                                                               | Brasile                                                                | 6 – 0                                                                  | Australia                                                              | Amichevole                                                             | -                                                                      |                                                                        |
| 10-9-2013                                                              | Foxborough                                                             | Portogallo                                                             | 1 – 3                                                                  | Brasile                                                                | Amichevole                                                             | -1                                                                     |                                                                        |
| 20-11-2013                                                             | Toronto                                                                | Brasile                                                                | 2 – 1                                                                  | Cile                                                                   | Amichevole                                                             | -1                                                                     |                                                                        |
| 5-3-2014                                                               | Johannesburg                                                           | Sudafrica                                                              | 0 – 5                                                                  | Brasile                                                                | Amichevole                                                             | -                                                                      |                                                                        |
| 3-6-2014                                                               | Goiânia                                                                | Brasile                                                                | 4 – 0                                                                  | Panama                                                                 | Amichevole                                                             | -                                                                      |                                                                        |
| 6-6-2014                                                               | San Paolo                                                              | Brasile                                                                | 1 – 0                                                                  | Serbia                                                                 | Amichevole                                                             | -                                                                      |                                                                        |
| 12-6-2014                                                              | San Paolo                                                              | Brasile                                                                | 3 – 1                                                                  | Croazia                                                                | Mondiali 2014 - 1º turno                                               | -1                                                                     |                                                                        |
| 17-6-2014                                                              | Fortaleza                                                              | Brasile                                                                | 0 – 0                                                                  | Messico                                                                | Mondiali 2014 - 1º turno                                               | -                                                                      |                                                                        |
| 23-6-2014                                                              | Brasilia                                                               | Camerun                                                                | 1 – 4                                                                  | Brasile                                                                | Mondiali 2014 - 1º turno                                               | -1                                                                     |                                                                        |
| 28-6-2014                                                              | Belo Horizonte                                                         | Brasile                                                                | 1 – 1 dts (3 – 2 dtr)                                                  | Cile                                                                   | Mondiali 2014 - Ottavi di finale                                       | -1                                                                     |                                                                        |
| 4-7-2014                                                               | Fortaleza                                                              | Brasile                                                                | 2 – 1                                                                  | Colombia                                                               | Mondiali 2014 - Quarti di finale                                       | -1                                                                     |                                                                        |
| 8-7-2014                                                               | Belo Horizonte                                                         | Brasile                                                                | 1 – 7                                                                  | Germania                                                               | Mondiali 2014 - Semifinale                                             | -7                                                                     |                                                                        |
| 12-7-2014                                                              | Brasilia                                                               | Brasile                                                                | 0 – 3                                                                  | Paesi Bassi                                                            | Mondiali 2014 - 3º posto                                               | -3                                                                     |                                                                        |
| Totale                                                                 |                                                                        | Presenze                                                               | 87                                                                     |                                                                        | Reti                                                                   | −70                                                                    |                                                                        |

## Palmarès

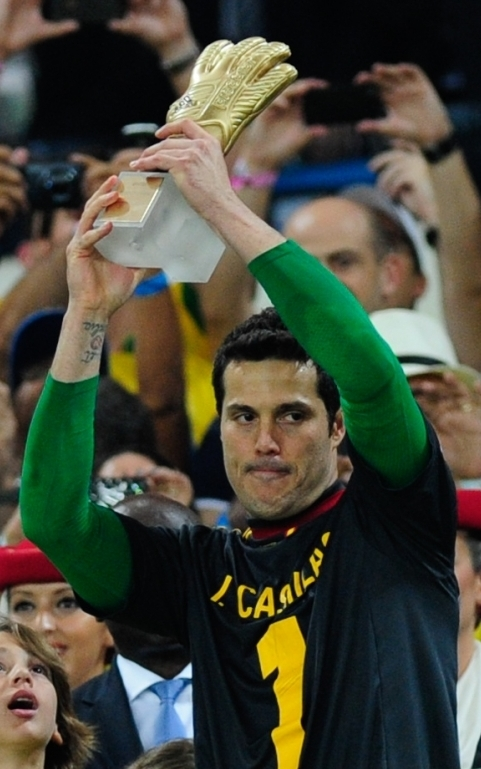
Júlio César premiato come miglior portiere della Confederations Cup 2013

### Club

#### Competizioni statali
- Campionato Carioca: 4

Flamengo: 1999, 2000, 2001, 2004
- Taça Guanabara: 4

Flamengo: 1999, 2001, 2004, 2018
- Taça Rio: 1

Flamengo: 2000
- Copa dos Campeões: 1

Flamengo: 2001

#### Competizioni nazionali
- Supercoppa italiana: 4

Inter: 2005, 2006, 2008, 2010
- Coppa Italia: 3

Inter: 2005-2006, 2009-2010, 2010-2011
- Campionato italiano: 5

Inter: 2005-2006, 2006-2007, 2007-2008, 2008-2009, 2009-2010
- Coppa di Lega portoghese: 2

Benfica: 2014-2015, 2015-2016
- Campionato portoghese: 3

Benfica: 2014-2015, 2015-2016, 2016-2017
- Supercoppa di Portogallo: 1

Benfica: 2016
- Coppa del Portogallo: 1

Benfica: 2016-2017

#### Competizioni internazionali
- Coppa Mercosur: 1

Flamengo: 1999
- UEFA Champions League: 1

Inter: 2009-2010
- Coppa del mondo per club: 1

Inter: 2010

### Nazionale
- Coppa America: 1

Perù 2004
- Confederations Cup: 2

Sudafrica 2009, Brasile 2013

### Individuale
- Oscar del calcio AIC: 2

Miglior portiere: 2009, 2010
- UEFA Club Football Awards: 1

Miglior portiere: 2009-2010
- Squadra dell'anno ESM: 1

2009-2010
- Guanto d'oro della Confederations Cup: 1

2013
- Squadra ideale della Confederations Cup: 1

2013
- Miglior portiere della Primeira Liga: 1

2014-2015
- Inserito nella Hall of Fame dell'Inter nella categoria Portieri

2020
- Squadra maschile CONMEBOL del decennio 2011-2020 IFFHS: 1

2020